# Personenregister
Ein Personenregister (oder Namensregister, Personenindex) ist eine strukturierte, listenartige und rasch zugriffsbereite Sammlung von Informationen über Personen.
Unter diesen Überbegriff fallen unter anderem:

## Klassische Karteien und Verzeichnisse
- Die klassische Art einer Kartei in einer Box – wo jedes Karteiblatt eine geraffte Information über eine Person (Autor, Mitarbeiter, Grafiker usw.) gibt
- Die themenbezogene Ablage von Beschreibungen und Daten in Büroordnern – meist im Format A4. Bei kleineren Mengen auch
- Alphabetische Listen und meist auch Verweisen, wo Näheres zu ersehen ist – z. B.
  - Biografische Informationen, ggf. Publikationsliste
  - Abteilungsverzeichnis, Firmenverzeichnis, Handelsregister, Schiffsregister
  - Biografien, dazu einschlägige Nachschlagewerke und Lexika
- Übersicht über die handelnden Personen in einem Drama